# Capian
Pour le capian, étrave de bateau, voir Pointu (embarcation).
Capian est une commune du Sud-Ouest de la France, située dans le département de la Gironde, en région Nouvelle-Aquitaine.

## Géographie

### Localisation
Commune de l'aire d'attraction de Bordeaux située dans l'Entre-deux-Mers à l'est de Cadillac, dans une région de coteaux exposés.

### Communes limitrophes
Les communes limitrophes en sont La Sauve au nord, Targon au nord-est, Soulignac au sud-est, Cardan au sud-sud-est, Villenave-de-Rions au sud, Paillet au sud-sud-ouest, Langoiran au sud-ouest et Haux au nord-ouest.
| Haux              | La Sauve           | Targon           |
|                   | Capian             |                  |
| Langoiran Paillet | Villenave-de-Rions | Soulignac Cardan |

### Hydrographie
La commune est traversée par le Grand Estey (ou Ruisseau de Gaillardon) et l'Artolie, tous deux affluents de la Garonne.

### Climat
Pour des articles plus généraux, voir Climat de la Nouvelle-Aquitaine et Climat de la Gironde.
Historiquement, la commune est exposée à un climat océanique aquitain.  
En 2020, Météo-France publie une typologie des climats de la France métropolitaine dans laquelle la commune est exposée à un climat océanique et est dans la région climatique  Aquitaine, Gascogne, caractérisée par une pluviométrie abondante au printemps, modérée en automne, un faible ensoleillement au printemps, un été chaud (19,5 °C), des vents faibles, des brouillards fréquents en automne et en hiver et des orages fréquents en été (15 à 20 jours).
Pour la période 1971-2000, la température annuelle moyenne est de 12,6 °C, avec une amplitude thermique annuelle de 14,7 °C. Le cumul annuel moyen de précipitations est de 838 mm, avec 12,3 jours de précipitations en janvier et 6,8 jours en juillet. Pour la période 1991-2020, la température moyenne annuelle observée sur la station météorologique la plus proche, située sur la commune de Cadaujac à 17 km à vol d'oiseau, est de 13,8 °C et le cumul annuel moyen de précipitations est de 918,3 mm,. Pour l'avenir, les paramètres climatiques de la commune estimés pour 2050 selon différents scénarios d’émission de gaz à effet de serre sont consultables sur un site dédié publié par Météo-France en novembre 2022.

## Urbanisme

### Typologie
Au 1er janvier 2024, Capian est catégorisée commune rurale à habitat dispersé, selon la nouvelle grille communale de densité à sept niveaux définie par l'Insee en 2022.
Elle est située hors unité urbaine. Par ailleurs la commune fait partie de l'aire d'attraction de Bordeaux, dont elle est une commune de la couronne,. Cette aire, qui regroupe 275 communes, est catégorisée dans les aires de 700 000 habitants ou plus (hors Paris),.

### Occupation des sols

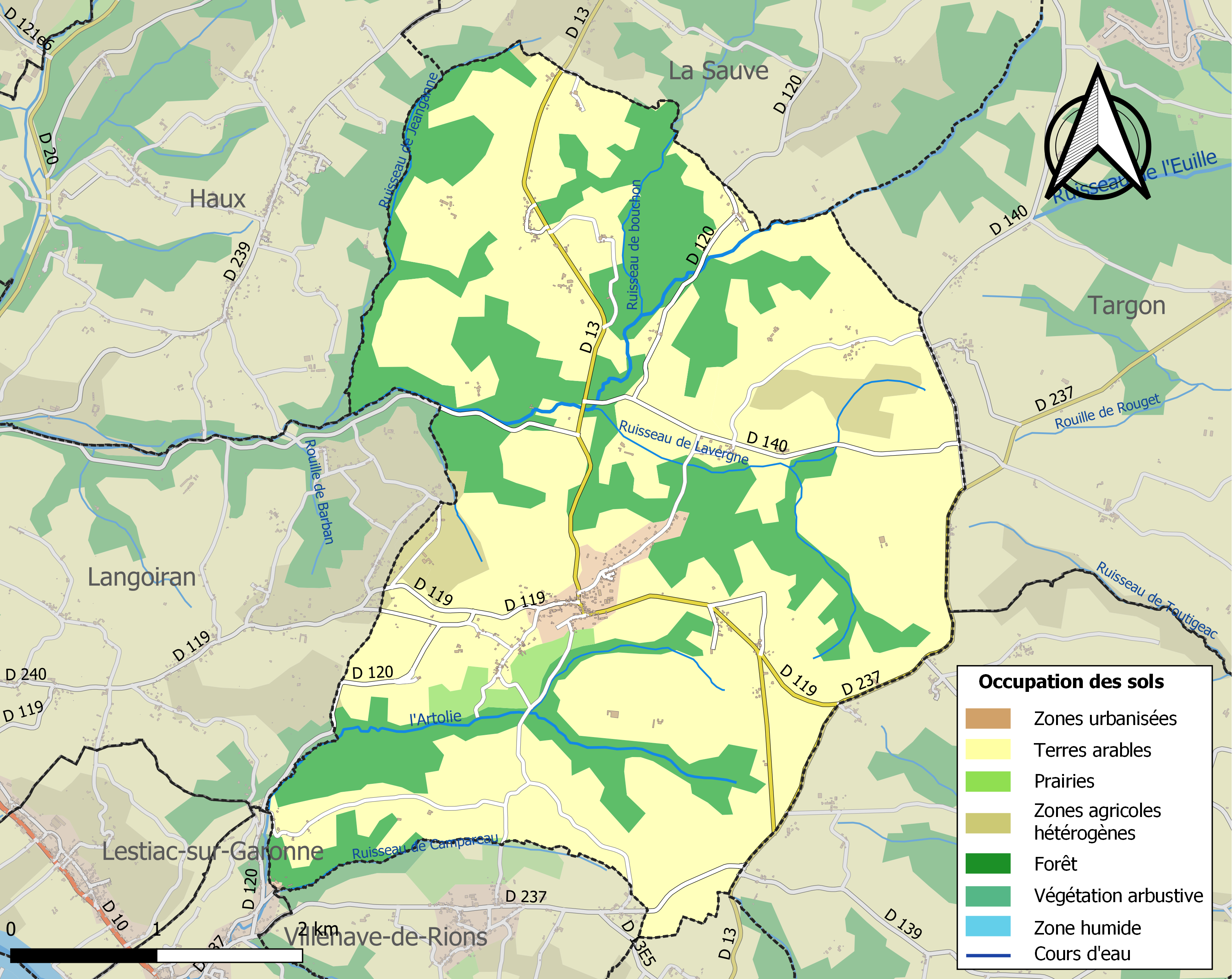
Carte des infrastructures et de l'occupation des sols de la commune en 2018 (CLC).

L'occupation des sols de la commune, telle qu'elle ressort de la base de données européenne d’occupation biophysique des sols Corine Land Cover (CLC), est marquée par l'importance des territoires agricoles (69,8 % en 2018), une proportion sensiblement équivalente à celle de 1990 (70 %). La répartition détaillée en 2018 est la suivante : 
cultures permanentes (61,4 %), forêts (28,5 %), terres arables (3,5 %), zones agricoles hétérogènes (3,4 %), zones urbanisées (1,8 %), prairies (1,4 %). L'évolution de l’occupation des sols de la commune et de ses infrastructures peut être observée sur les différentes représentations cartographiques du territoire : la carte de Cassini (XVIIIe siècle), la carte d'état-major (1820-1866) et les cartes ou photos aériennes de l'IGN pour la période actuelle (1950 à aujourd'hui).

### Risques majeurs
Le territoire de la commune de Capian est vulnérable à différents aléas naturels : météorologiques (tempête, orage, neige, grand froid, canicule ou sécheresse), inondations, mouvements de terrains et séisme (sismicité faible). Un site publié par le BRGM permet d'évaluer simplement et rapidement les risques d'un bien localisé soit par son adresse soit par le numéro de sa parcelle.
La commune a été reconnue en état de catastrophe naturelle au titre des dommages causés par les inondations et coulées de boue survenues en 1982, 1999, 2009, 2014 et 2021,.
Les mouvements de terrains susceptibles de se produire sur la commune sont des affaissements et effondrements liés aux cavités souterraines (hors mines). Par ailleurs, afin de mieux appréhender le risque d’affaissement de terrain, l'inventaire national des cavités souterraines permet de localiser celles situées sur la commune.

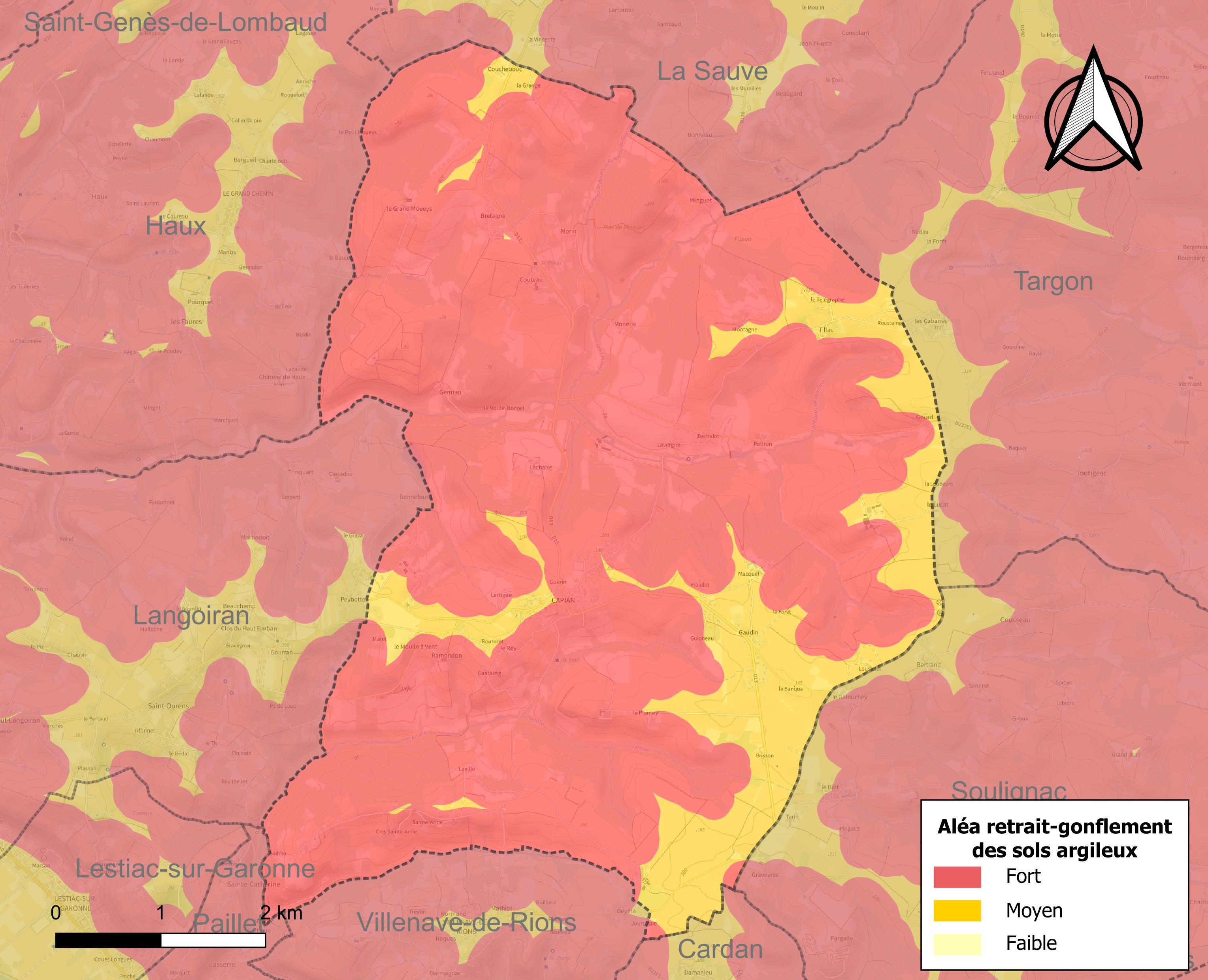
Carte des zones d'aléa retrait-gonflement des sols argileux de Capian.

Le retrait-gonflement des sols argileux est susceptible d'engendrer des dommages importants aux bâtiments en cas d’alternance de périodes de sécheresse et de pluie. La totalité de la commune est en aléa moyen ou fort (67,4 % au niveau départemental et 48,5 % au niveau national). Sur les 336 bâtiments dénombrés sur la commune en 2019, 336 sont en aléa moyen ou fort, soit 100 %, à comparer aux 84 % au niveau départemental et 54 % au niveau national. Une cartographie de l'exposition du territoire national au retrait gonflement des sols argileux est disponible sur le site du BRGM,.
Par ailleurs, afin de mieux appréhender le risque d’affaissement de terrain, l'inventaire national des cavités souterraines permet de localiser celles situées sur la commune.
Concernant les mouvements de terrains, la commune a été reconnue en état de catastrophe naturelle au titre des dommages causés par des mouvements de terrain en 1999 et 2014.

## Toponymie
L'origine du nom de la commune serait l’anthroponyme gallo-romain Capius, ou plutôt Cappius, avec suffixe anum, selon Bénédicte Boyrie-Fénié et ceux dont elle reprend l'avis, Dauzat et Rostaing, Ernest Nègre (qui préfère Cappianus), Jacques Astor.
En occitan, la graphie du nom de la commune est identique.
Ses habitants sont appelés les Capianais.

## Histoire
La présence de vestiges antiques témoigne de l'occupation ancienne du territoire.
La motte castrale située à Barakan était la "place forte" où les paysans pouvaient s'abriter.
Dans le dernier tiers du XVIe siècle, à la suite d'un démembrement de fief, Capian qui dépendait jusqu'alors de la Châtellerie de Rions, est érigée en seigneurie, (Baronnie) et le restera jusqu'au 29 avril 1790, date à laquelle la cour seigneuriale rendit son dernier jugement.
C'est donc à la Révolution, que la paroisse Saint-Saturnin de Capian forme la commune de Capian.
Une carte du XIXe siècle mentionne une chapelle de pèlerinage nommée Notre Dame de Richy au lieu-dit Lavergne, laissant supposer que des pèlerins en route pour Saint-Jacques-de-Compostelle y étaient accueillis.

## Politique et administration
| Période                                  | Période   | Identité         | Étiquette | Qualité |
| ---------------------------------------- | --------- | ---------------- | --------- | ------- |
| Les données manquantes sont à compléter. |           |                  |           |         |
| 1965                                     | 1989      | Pierre Moysson   |           |         |
| mars 1989                                | mars 2001 | Daniel Lataste   | SE        |         |
| mars 2001                                | mars 2008 | Rose-Marie Dulou |           |         |
| mars 2008                                | En cours  | Frédéric Lataste | DVD       |         |

## Démographie
| 1793 | 1800 | 1806 | 1821 | 1831 | 1836 | 1841 | 1846 | 1851 |
| ---- | ---- | ---- | ---- | ---- | ---- | ---- | ---- | ---- |
| 750  | 757  | 747  | 652  | 705  | 701  | 665  | 640  | 627  |

| 1856 | 1861 | 1866 | 1872 | 1876 | 1881 | 1886 | 1891 | 1896 |
| ---- | ---- | ---- | ---- | ---- | ---- | ---- | ---- | ---- |
| 628  | 670  | 693  | 712  | 790  | 665  | 582  | 570  | 643  |

| 1901 | 1906 | 1911 | 1921 | 1926 | 1931 | 1936 | 1946 | 1954 |
| ---- | ---- | ---- | ---- | ---- | ---- | ---- | ---- | ---- |
| 703  | 690  | 710  | 638  | 633  | 574  | 528  | 525  | 545  |

| 1962 | 1968 | 1975 | 1982 | 1990 | 1999 | 2006 | 2007 | 2012 |
| ---- | ---- | ---- | ---- | ---- | ---- | ---- | ---- | ---- |
| 564  | 623  | 591  | 669  | 602  | 624  | 627  | 627  | 690  |

| 2017 | 2022 | - | - | - | - | - | - | - |
| ---- | ---- | - | - | - | - | - | - | - |
| 721  | 798  | - | - | - | - | - | - | - |

## Économie
Viticulture
- Le Château Suau de Capian  Mérimée[31],[32] est un domaine viticole qui produit des vins biologiques[33], d'appellation: Cadillac - Côtes-de-Bordeaux[34].

Selon la légende locale, le Château Suau aurait tout d'abord servi de pavillon de chasse au XVIe siècle. À l'époque, il appartenait à Jean-Louis de Nogaret de La Valette, duc d'Épernon. Il faut attendre 1637 pour qu'il soit restauré et baptisé en l'honneur des nouveaux maîtres des lieux : la famille Suau. Le domaine est acquis en 1687 par un marchand de vins de Bordeaux du nom de Clément Popp qui se faisait appeler le sire de Suau.
Au cours de son histoire, le domaine change brièvement de nom  et devient La Claverie, puis  devient la propriété de Franco-Columbus Fenwick, consul des États-Unis à Nantes. En 1857, le château passe aux mains du Receveur général de La Réunion, Jean Guénant  qui avec l'aide de son fils «apporta tous ses soins pour améliorer le vignoble détruit par le phylloxéra vers 1870», expérimentant, pour la première fois, les greffes de vigne,.
Le domaine sera revendu plusieurs fois, et même dirigé par l'ingénieur Loustaunou Deguilhem dans les années 40,, avant d'être acquis par les propriétaires actuels qui ont travaillé à obtenir  la certification ISO 14001.

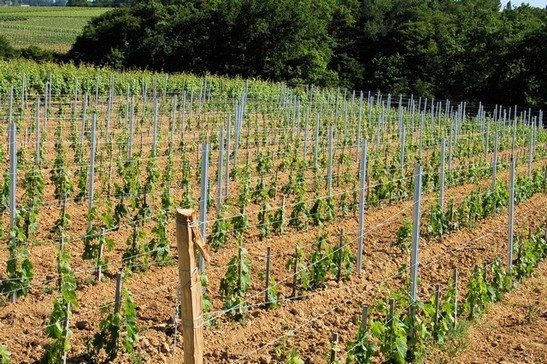
Agriculture biologique Château Suau
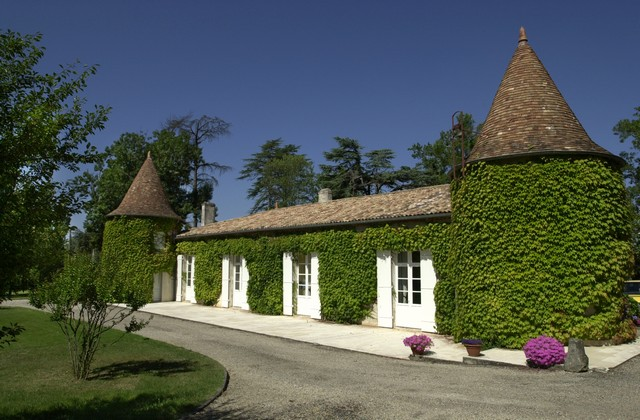
Château Suau
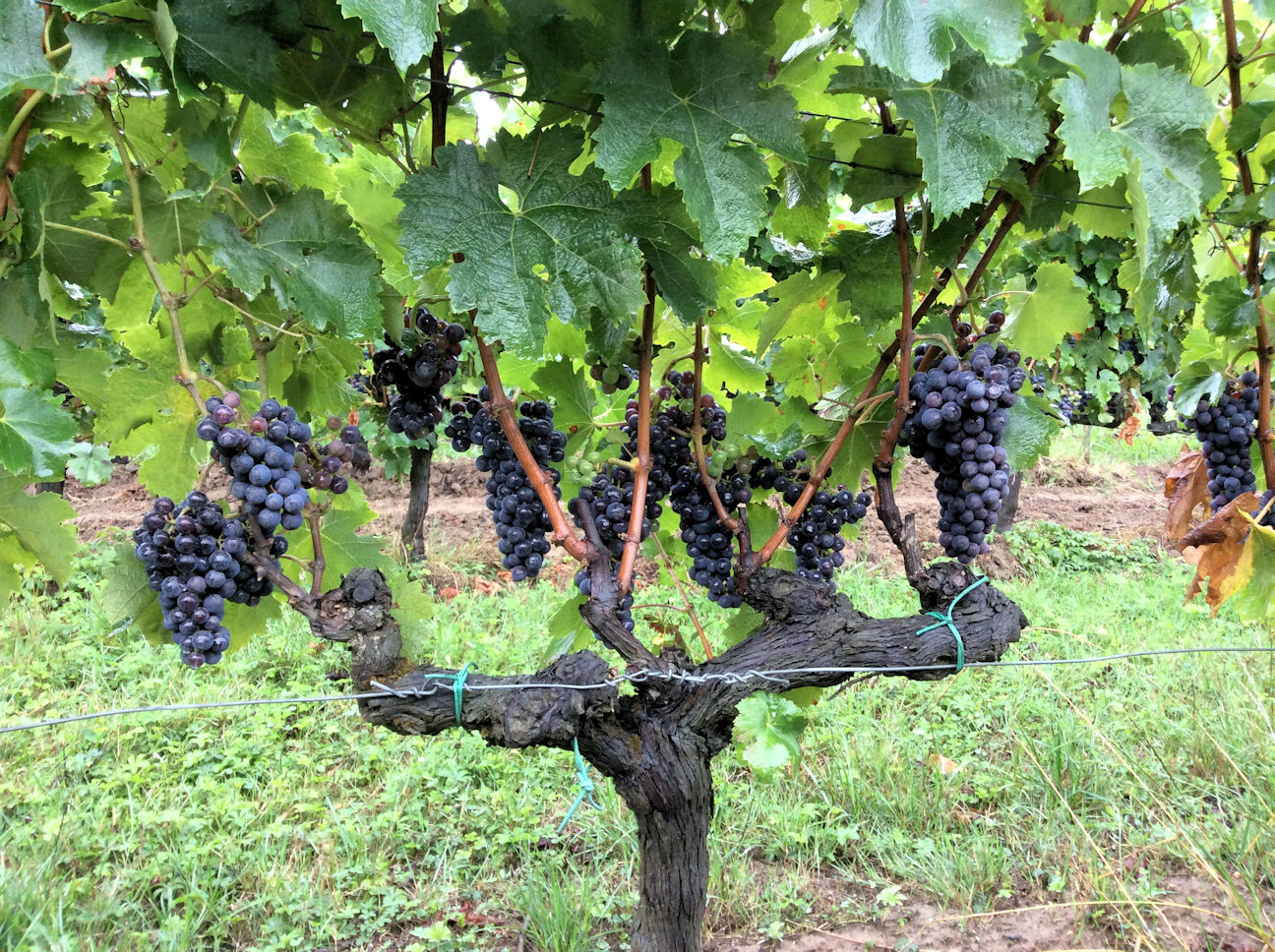
Vignes Merlot Château Suau
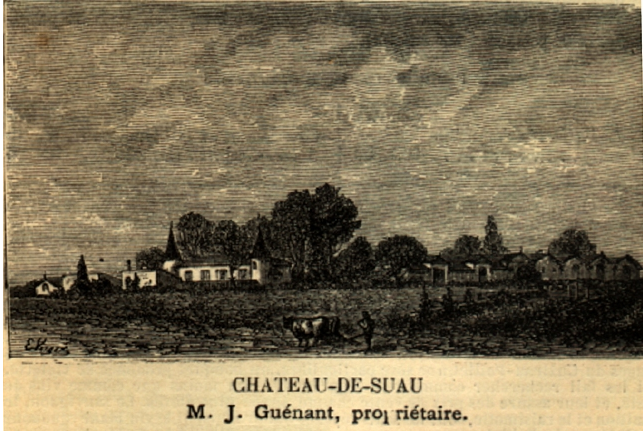
Château-de-Suau (gravure ancienne)
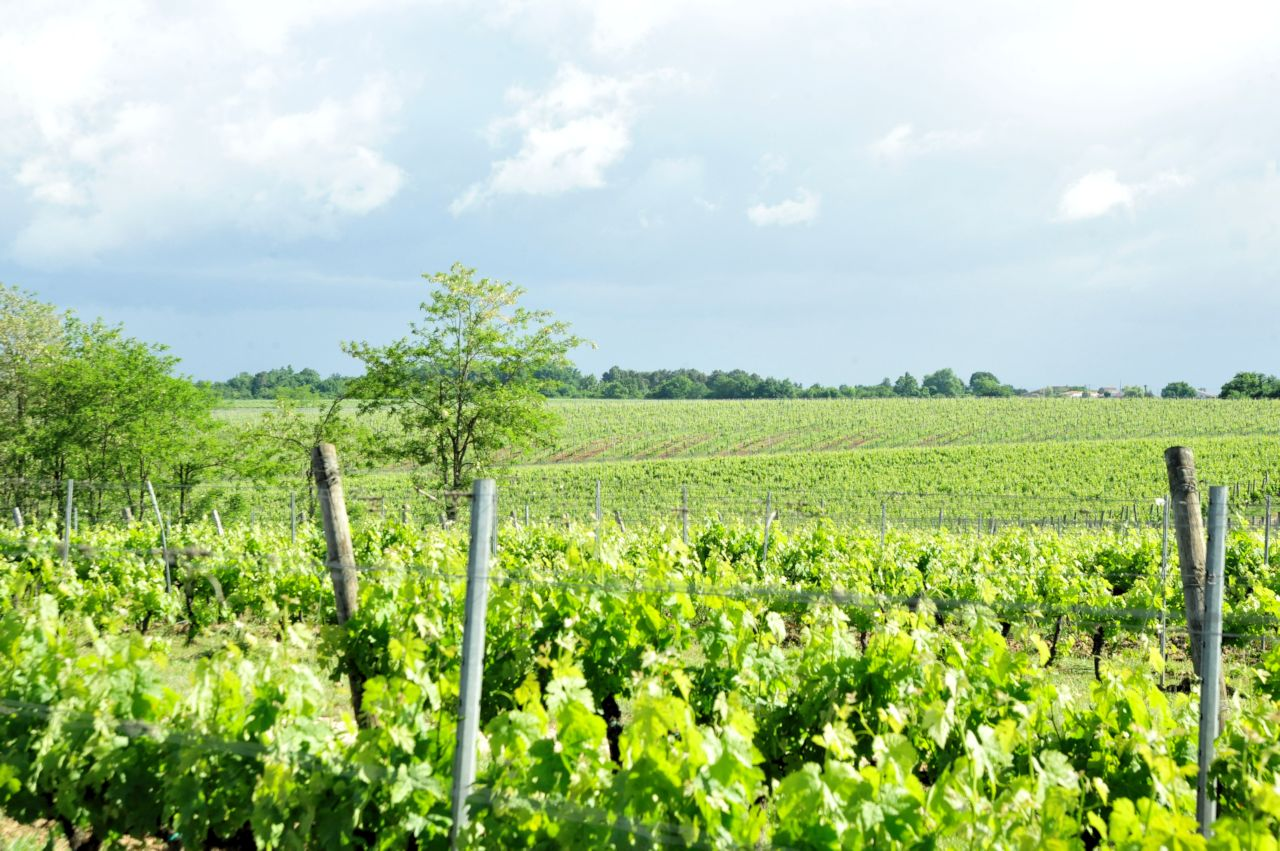
Vignobles du Château Suau

- Le Château de Potiron est un producteur viticole.
- Le Château de Lagrange est un producteur viticole et gîte.
- Le Château du Grand Mouëys est un producteur viticole.
- Le Château de Laville.
- Le Domaine de Darbalot est un producteur viticole.
- Le Château du Télégraphe est un producteur viticole.
- Le Domaine de La Loubeyre est un producteur viticole.
- Le Domaine de Montagne est un producteur viticole, éleveur de moutons et fabrication de fromage à partir de lait de brebis.
- Le Prieuré Sainte-Anne est un producteur viticole.
- Le Château Couteau est un producteur viticole et chambre d'hôtes.

## Jumelage
- La commune de Capian est jumelée avec la commune de Montsalvy située dans le Cantal depuis 2013.

## Culture locale et patrimoine

### Lieux et monuments
- Église Saint-Saturnin[41]. Elle est inscrite à l'Inventaire général du patrimoine culturel[42].
- Église Notre-Dame-de-Richy dite Chapelle de Lavergne de Capian. Elle est inscrite à l'Inventaire général du patrimoine culturel[43].
- Tour de télégraphe Chappe[44],
- Maison du greffe,
- Villa gallo-romaine Cappius,
- Château du Grand Mouëys,
- Prieuré Sainte-Anne,
- Château Mont Pérat anciennement Peyrat,
- Château Suau,
- Château La Chèze,
- Le Château de Ramondon, dit Château de Monlun[45],
- Château Couteau[46],
- Château dit Maison noble de Galeteau[47],
- Château Grand Branet[48],
- Croix de chemin dite Croix de Guérin[49],
- Maison dite Château Caillavet, dite maison noble du Petit Maurin[50].

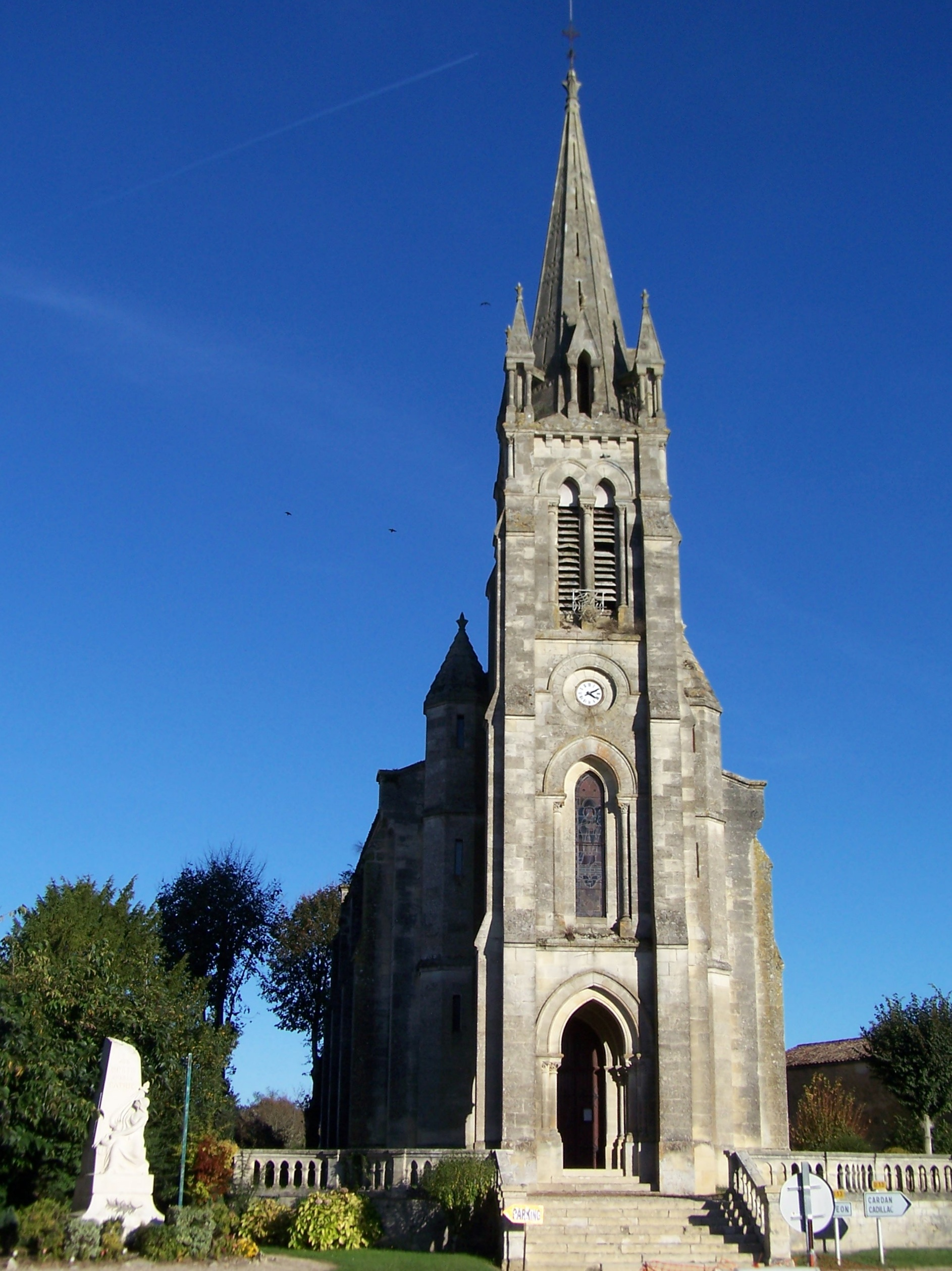
L'église Saint-Saturnin (octobre 2014)
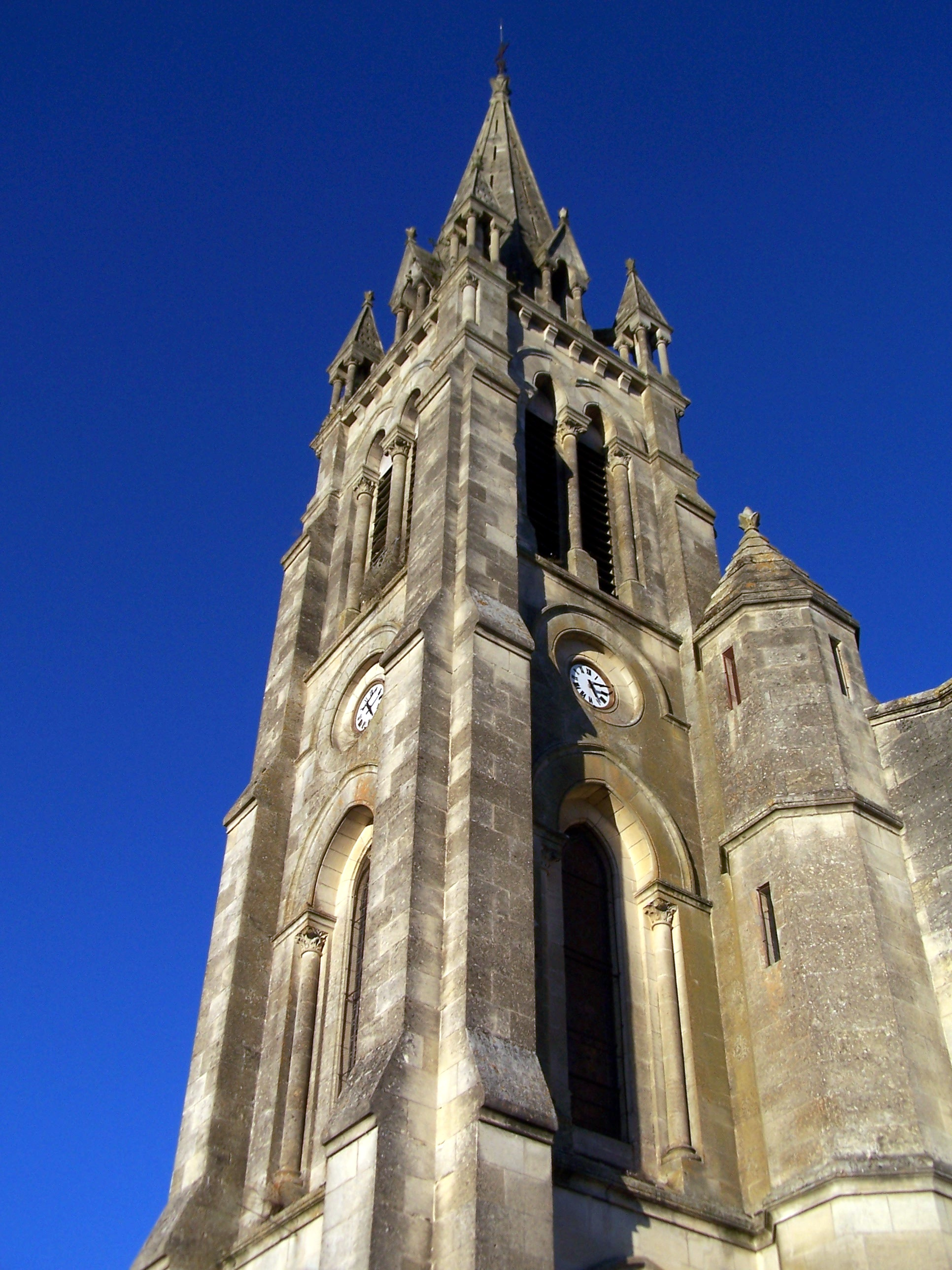
Le clocher de l'église (octobre 2014)
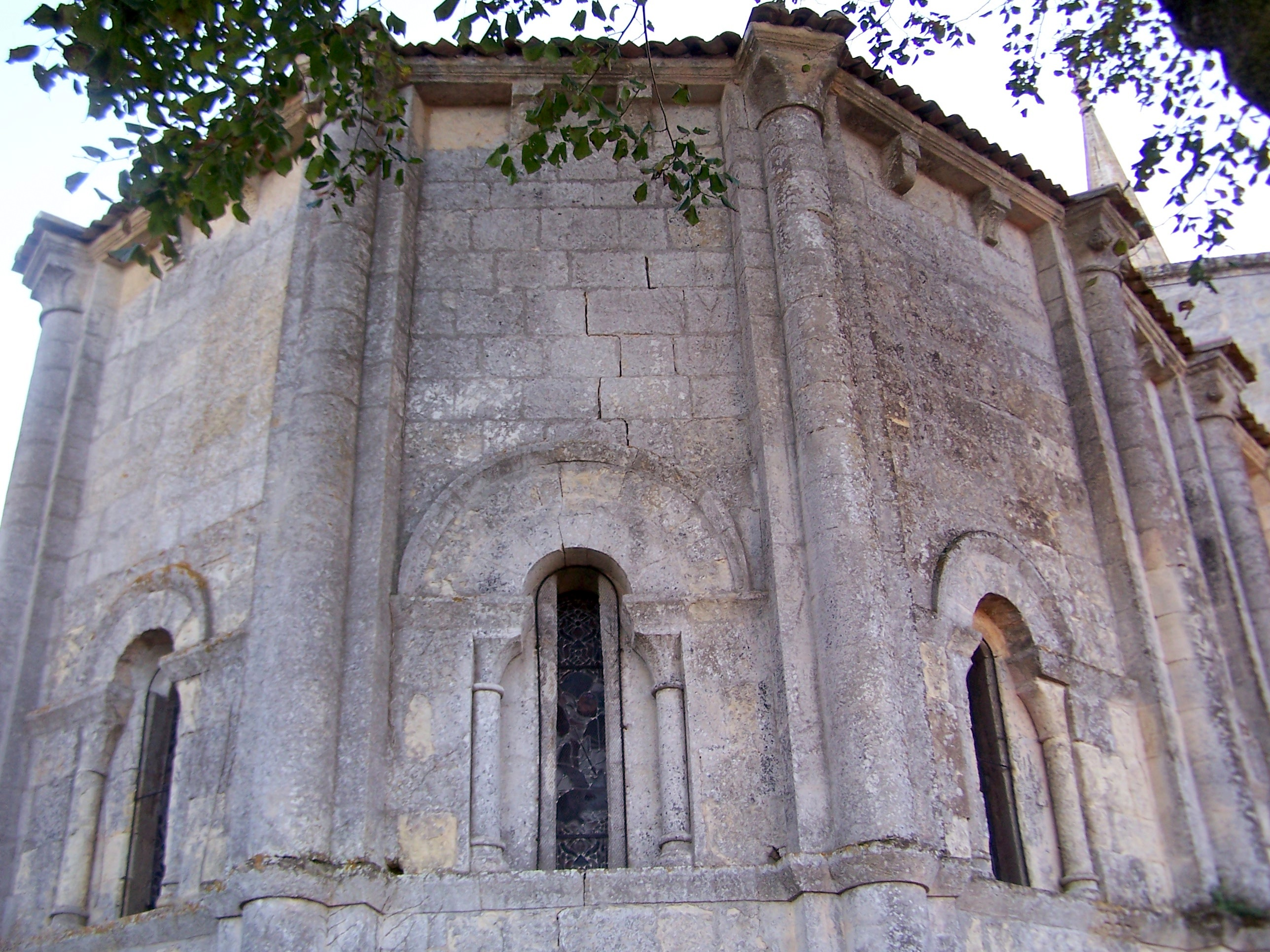
Le chevet de l'église (octobre 2014)
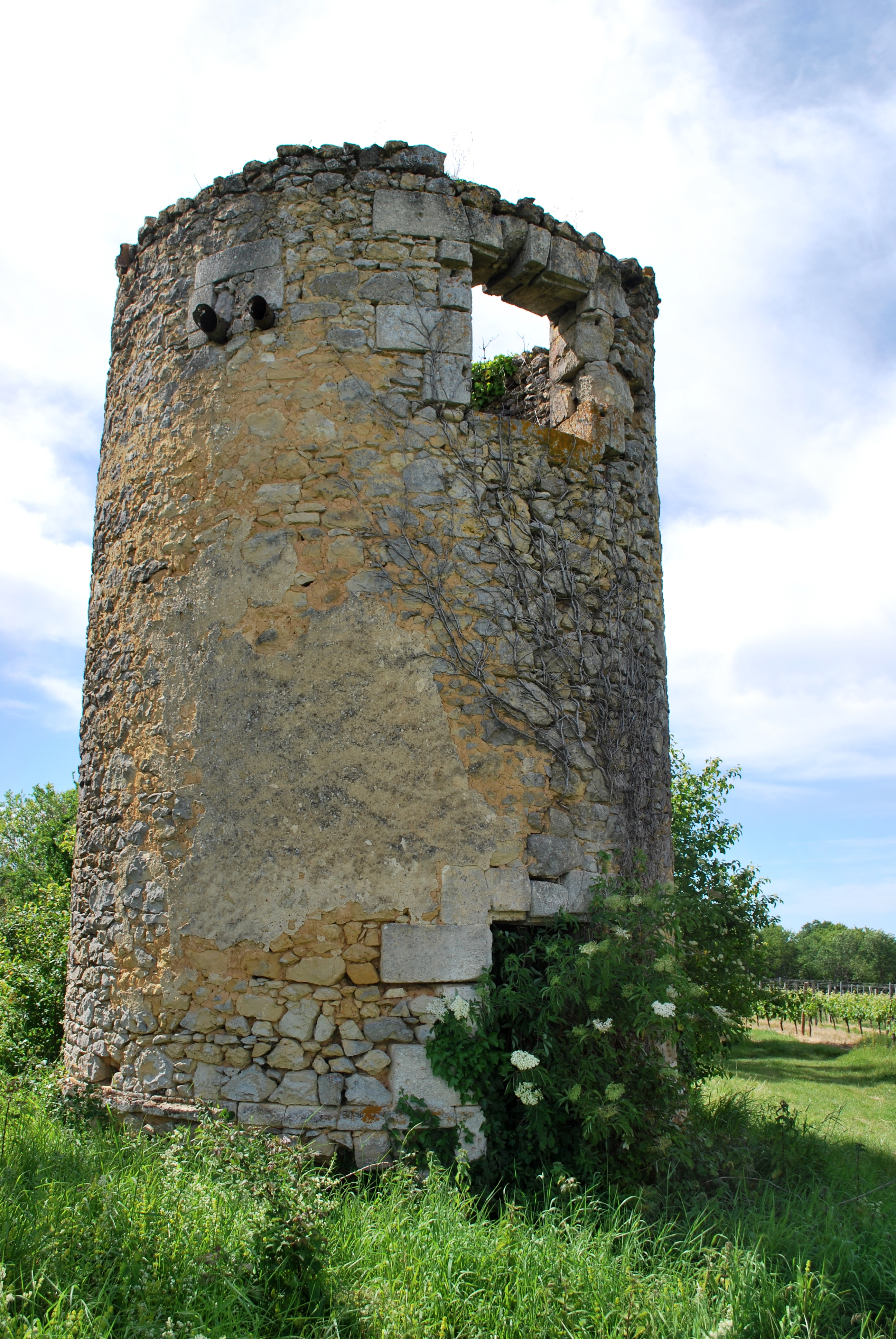
Télégraphe de Chappe (ruine)
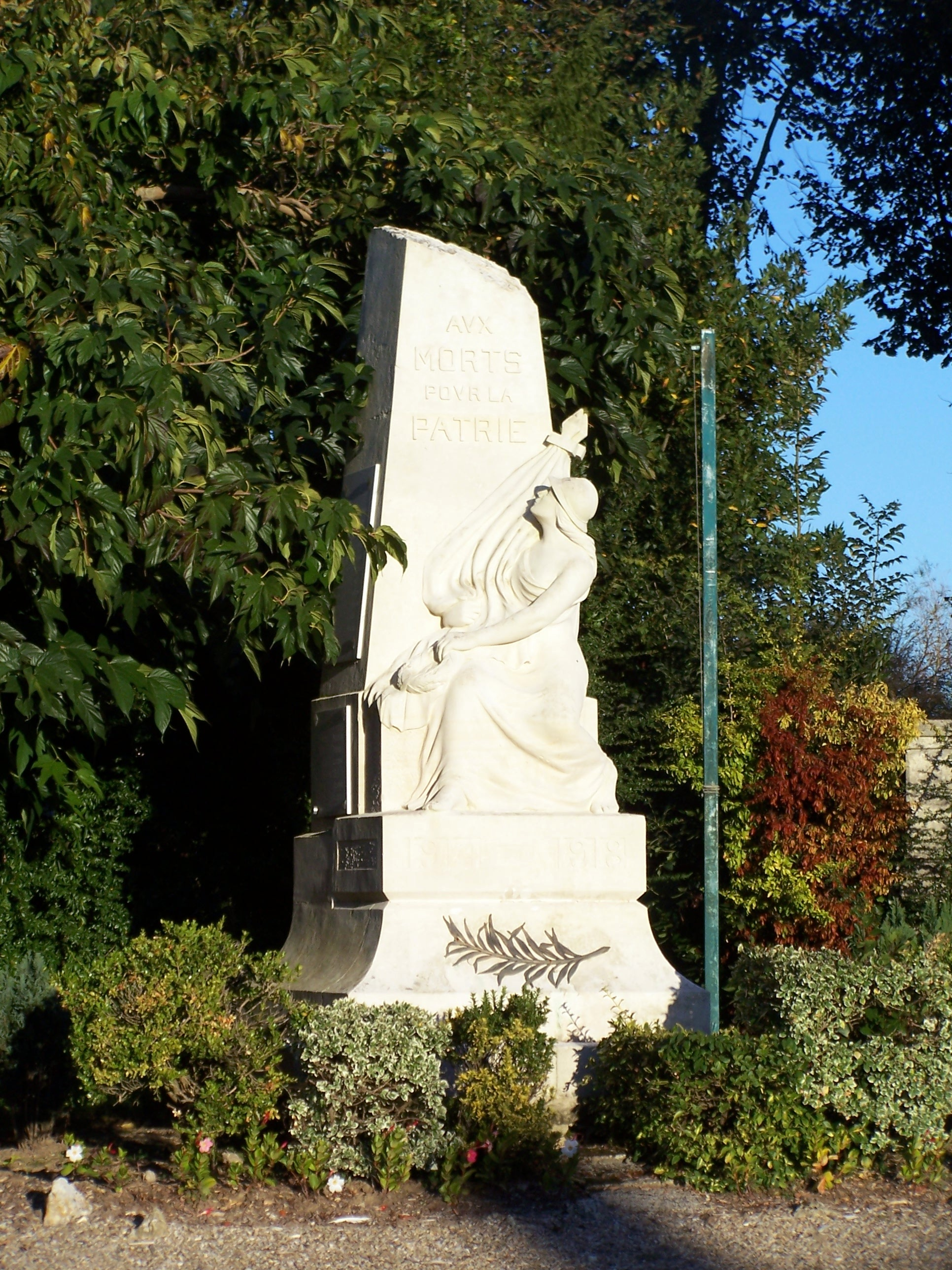
Le monument aux morts (octobre 2014)

### Personnalités liées à la commune
- Jean Sentuary, gouverneur de l'île Bourbon, mort à Capian en 1784.
- Madame Arman de Caillavet (1844-1910) possédait une demeure dans la commune[51]. Louis-Napoléon Bonaparte visita les Caillavet à Capian dans les années 1850.
- Anatole France, ami de Mme de Caillavet.
- Bernard Clavel (1923-2010) a vécu pendant six ans, de 1992 à 1998, dans la commune[52]

### Héraldique
| Blason de Capian | Blason  | De gueules à un symbole des vallons du lieu (d'Artolie) surmonté d'un léopard et soutenu de deux chevronnels renversés, jumelés et alésés, le tout d'argent enfermé dans un orle du même. |
| Blason de Capian | Détails | Officiel. |